# Ятранівська сільська рада
Ятранівська сільська́ ра́да — адміністративно-територіальна одиниця та орган місцевого самоврядування в Уманському районі Черкаської області. Адміністративний центр — село Ятранівка.

## Загальні відомості
- Населення ради: 2 604 особи (станом на 2001 рік)

## Населені пункти
Сільській раді підпорядковані населені пункти:
- с. Ятранівка

## Склад ради
Рада складається з 12 депутатів та голови.
- Голова ради: Різник Юрій Іванович

### Керівний склад попередніх скликань
| Прізвище, ім'я, по батькові | Основні відомості                                                 | Дата обрання | Дата звільнення |
| --------------------------- | ----------------------------------------------------------------- | ------------ | --------------- |
| Різник Юрій Іванович        | Сільський голова, 1975 року народження, освіта вища, безпартійний | 26.03.2006   | 31.10.2010      |
| Різник Юрій Іванович        | Сільський голова, 1975 року народження, освіта вища               | 31.10.2010   |                 |

Примітка: таблиця складена за даними сайту Верховної Ради України

### Депутати
За результатами місцевих виборів 2010 року депутатами ради стали:

#### За суб'єктами висування
| Суб'єкт висування | Кількість обраних депутатів | %   |
| ----------------- | --------------------------- | --- |
| Партія регіонів   | 12                          | 100 |

#### За округами
| № округу        | Прізвище, ім'я, по батькові    | Дата визнання обраним | Освіта             | Партійна приналежність | Відомості про обраного депутата                                                     |
| --------------- | ------------------------------ | --------------------- | ------------------ | ---------------------- | ----------------------------------------------------------------------------------- |
| Партія регіонів |                                |                       |                    |                        |                                                                                     |
| 1               | Коваленко Любов Олексіївна     | 31.10.2010            | середня            | член Партії регіонів   | Ятранівська сільська рада, землевпорядник                                           |
| 2               | Варченко Наталія Володимирівна | 02.11.2010            | середня спеціальна | позапартійна           | с. Ятранівка, приватний підприємець                                                 |
| 3               | Перепелиця Людмила Петрівна    | 02.11.2010            | середня спеціальна | член Партії регіонів   | Ятранівська сільська рада, секретар                                                 |
| 4               | Джевага Володимир Олексійович  | 02.11.2010            | вища               | позапартійний          | тимчасово не працює                                                                 |
| 5               | Рабін Валентина Петрівна       | 02.11.2010            | середня            | позапартійна           | Ятранівський дошкільний навчальний заклад Росинка, вихователь                       |
| 6               | Черниченко Наталія Миколаївна  | 02.11.2010            | вища               | позапартійна           | Ятранівський дошкільний навчальний заклад Росинка, завідувачка                      |
| 7               | Бобошко Анатолій Григорович    | 02.11.2010            | середня спеціальна | член Партії регіонів   | Ятранівський Будинок культури, директор                                             |
| 8               | Черниченко Алла Леонідівна     | 02.11.2010            | вища               | позапартійна           | Ятранівська загальноосвітня школа І-ІІІ ст., завуч                                  |
| 9               | Мороз Валентина Миколаївна     | 02.11.2010            | середня спеціальна | позапартійна           | Ятранівське відділення поштового зв'язку, листоноша                                 |
| 10              | Варченко Наталія Володимирівна | 02.11.2010            | середня спеціальна | позапартійна           | Ятранівський дошкільний навчальний заклад Росинка, медсестра                        |
| 11              | Динисюк Мирослава Михайлівна   | 02.11.2010            | середня спеціальна | член Партії регіонів   | Ятранівський фельдшерсько-акушерський пункт, завідувачка                            |
| 12              | Сивак Людмила Анатоліївна      | 02.11.2010            | вища               | член Партії регіонів   | Ятранівська загальноосвітня школа І-ІІІ ст., вчитель української мови та літератури |